# Ризька духовна семінарія
Ри́зька духо́вна семіна́рія (лат. Rīgas Garīgais seminārs) — вищий духовний навчальний заклад Латвійської православної церкви Московського патріархату (з 1926). З 1850 до 1919 року була державним духовним навчальним закладом відомства православного сповідання.

## Історія

### До 1919

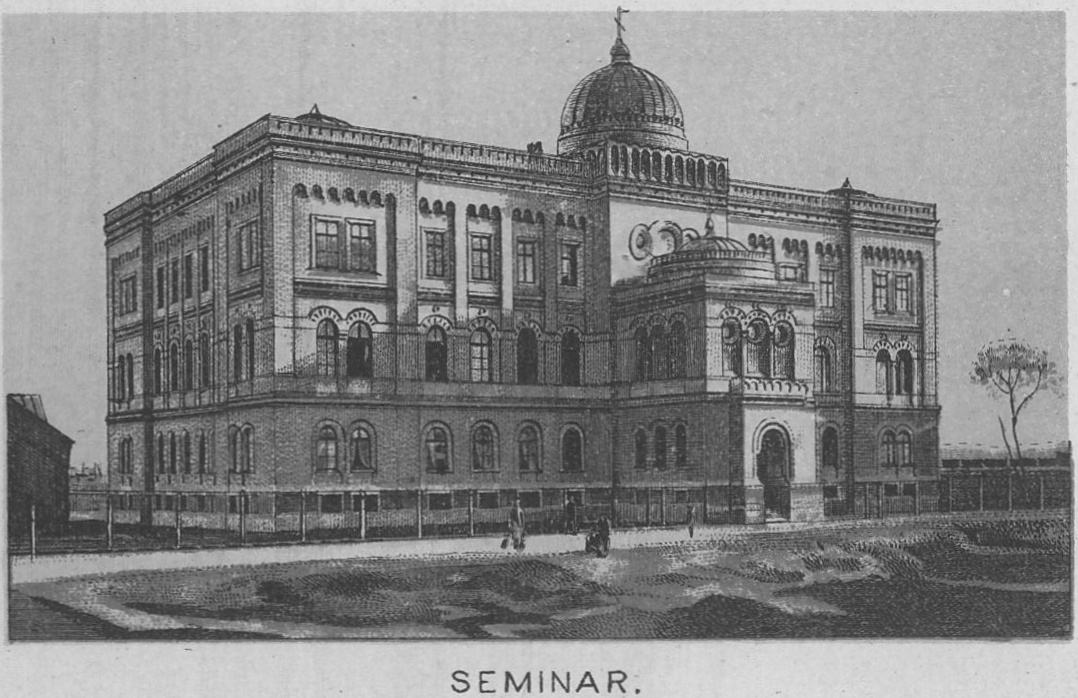

Семінарію було утворено указом Святійшого Синоду 1850 року з переформованого Ризького духовного російсько-латисько-естонського училища; з вересня 1851 року розпочався курс власне семінарських наук. За благословенням архієпископа Ризького й Мітавського Платона (Городецького) першим ректором семінарії був призначений архімандрит Павло (Доброхотов), переведений до Риги з Полоцька, а інспектором — архімандрит Йосип (Дроздов). У семінарії як обов'язкові викладались естонська, латиська та німецька мови.
1859 року архієпископ Платон клопотав перед обер-прокурором графом Олександром Толстим щодо припинення доступу до семінарії дітям селян естів і латишів, у зв'язку з чим було видано відповідне розпорядження. Утім, 1866 було вжито заходів до приведення семінарії у відповідність до місцевих умов. Відтоді третину вихованців, які навчалися за державний кошт, становили діти місцевого духовенства, а решту дві третини обов'язково були дітьми латишів та естів.
З 1874 року за наполяганням архієпископа Ризького Веніаміна (Кареліна) при Ризькій семінарії була створена спеціальна комісія з перекладу богослужебних книжок латиською та естонською мовами.
1915 року Семінарія, після наступу німців під час Першої світової війни, була евакуйована до Нижнього Новгорода, а 1918 припинила своє існування. Весь педагогічний персонал залишився в Радянській Росії. Будівля Семінарії у Ризі була націоналізована.

### Відновлення діяльності (1926–1936)
Архієпископ Ризький та всієї Латвії Іоанн (Поммер) домігся ухвалення закону про юридичне становище Православної церкви в Латвії, на підставі якого уряд Латвійської Республіки 1926 року дозволив Латвійській православній церкві знову організувати навчальний заклад. Історична будівля семінарії при цьому повернута не була, надбагата бібліотека втрачена. Програма семінарії розраховувалась на два роки навчання. Перший випуск знову відкритої семінарії відбувся у жовтні 1928 року.
З 1931 року запроваджено трирічний термін навчання. З 1926 до 1933 року семінарію закінчили 40 осіб, з них — 11 латишів і 29 росіян. Найкращі випускники направлялися для дальшого здобуття освіти до Свято-Сергіївського православного богословського інституту в Парижі.

### Богословський інститут (1936–1940)
У серпні 1936 року Синод Латвійської православної церкви ухвалив рішення про ліквідацію Ризької духовної семінарії, а на її базі відкрити Богословський інститут, а 1937 за пропозицією уряду було відкрито православне відділення на теологічному факультеті Латвійського університету (1937 там навчались 12 студентів).

### Відновлення діяльності (1993)
26 квітня 1993 року Ризька духовна семінарія відновила свою діяльність у приміщеннях при церкві Всіх Святих у Ризі (1868–1884, арх. Яніс-Фрідріх Бауманіс).

## Ректори семінарії
- 1851–1855 — Павло (Доброхотов), архімандрит
- 1856–1857 — Никанор (Бровкович), архімандрит
- 1857–1871 — Єфрем (Рязанов), архімандрит
- 1872–1880 — Михайло Дрекслер, протоієрей
- 1881–1882 — Герасим (Яред), архімандрит
- 1883–1893 — Микола Дмитриєвський, протоієрей
- 1893–1896 — Яким (Левицький), архімандрит з України
- 1897–1899 — Алексій Арістов, протоієрей
- 1900–1915 — Олексій Лебедєв, протоієрей
- 1915–1918 — Іоанн Щукін, протоієрей
- 1918–1919 — Дмитро Брянцев, протоієрей
- 1926–1934 — Іоанн (Поммер), архієпископ
- 1934–1936 — Іоанн Янсон, протопресвітер
- 1993–1997 — Леонід Абашев, протоієрей
- 1997 — дотепер — Олександр (Кудряшов), митрополит

## Відомі випускники
- 1886 — Іван Поска, естонський державний діяч
- 1890 — Платон (Кульбуш), єпископ, священномученик
- 1894 — Александр (Паулус), митрополит
- 1895 — Августин (Петерсон), митрополит
- 1897 — Іоанн (Поммер), архієпископ, священномученик
- 1900 — Герман (Аав), архієпископ Карельський та всієї Фінляндії
- 1905 — Адо Бірк, естонський державний діяч, дипломат
- 1936 — Іоанн (Гарклавс), архієпископ
- 2000 — Олександр (Матрьонін), єпископ Даугавпілський